# Wydawnictwo Pojezierze
Wydawnictwo „Pojezierze” (Wydawnictwo Stowarzyszenia Społeczno-Kulturalnego „Pojezierze”, Wydawnictwo SSK „Pojezierze”) – wydawnictwo działające w latach 1957–1992 w Olsztynie. Jego ostatnim dyrektorem był Jerzy Sikorski. 

## Historia
Koncentrowało się na wydawaniu książek o Warmii i Mazurach. Wśród jego dokonań wydawniczych była publikacja w latach 80. wszystkich powieści z cyklu Pan Samochodzik Zbigniewa Nienackiego (tzw. Biała seria). W niektórych publikacjach jako druga siedziba wydawnictwa wskazywany był Białystok.
W latach 1977–1982 zastępcą dyrektora wydawnictwa był Gerard Skok.

## Dyrektorzy
Dyrektorami i redaktorami naczelnymi wydawnictwa byli:
- Roman Kogucki (1957–1958)
- Michał Frank (1959–1960)
- Henryk Panas (1960–1964)
- Leander Gardzielewski (1965–1966)
- Andrzej Wakar (1966–1987)
- Jerzy Sikorski (1987–1991)[2]

## Wybrane publikacje
1961:
- Zamki pokrzyżackie, biskupie, i kapitulne województwa olsztyńskiego, oprac. Bogusław Paprocki (1961, 32 ss.)

1963:
- Bursztynowym szlakiem. Warmia i Mazury w prozie i poezji, oprac. Władysław Ogrodziński (1963, 415 ss.)
- Jerzy Jantar, Wilczy szaniec. Dawna kwatera Hitlera (1963, 50 ss.)
- Zbigniew Witkowski, Nowe Miasto. Z dziejów miasta i powiatu (1963, 240 ss.)

1964:
- Jerzy Jantar, Wilczy szaniec. Dawna kwatera Hitlera (1964, 56 ss.)

1965:
- Maryna Okęcka-Bromkowa, Z kolankiem i bez (1965, 213 ss.)
- Emilia Sukertowa-Biedrawina, Dawno a niedawno (1965, 332 ss.)

1966:
- Remigiusz Napiórkowski, Powroty (1966, 163 ss.)
- Warmia i Mazury w tkaninie Barbary Hulanickiej [katalog wystawy, Reszel sierpień-październik 1966 r.]

1967:
- Wacław Radziwinowicz, Bohdan Szczepkowski, Głazy i głazowiska województwa olsztyńskiego (1967, 96 s.)
- Szkice olsztyńskie, red. Janusz Jasiński (1967, 396 ss.)

1968:
- Augustów i okolice. Informator turystyczny (1968, 86 ss.)
- Władysław Gębik, Chłopcy z Rzeczypospolitej kwidzyńskiej (1968, 70 ss.)
- Jerzy Jantar, Zagłada pruskiej fortecy (1968, 225 ss.)
- Wojciech Kętrzyński, Z księgi pieśni człowieka niemczonego (1968, 137 ss.)
- Komentarze fromborskie. Zeszyt II (1968, 198 ss.)
- Anna Szyfer, Zwyczaje, obrzędy i wierzenia Mazurów i Warmiaków (1968, 154 ss.)
- Leonard Turkowski, Spotkania świąteczne (1968, 214 ss.)
- Andrzej Wakar, Bohdan Wilamowski, Węgorzewo. Z dziejów miasta i powiatu, współpr. B. Wolski (1968, 312 ss.)
- Tadeusz Willan, Nienawiść i pajda chleba (1968)

1969:
- Roman Hryciuk, Marian Petraszko, Bartoszyce. Z dziejów miasta i powiatu (1969, 422 ss.)
- Henryk Panas, Prawo wojny i inne opowiadania (1969, 268 ss.)
- Henryk Panas, Prywatne życie Władysława Jagiełły (1969, 103 ss.)
- Andrzej Wakar, O polskości Warmii i Mazur w dawnych wiekach (1969, 201 ss.)

1970:
- Jerzy Jantar, Wilcze legowisko (1970, 206 ss.)
- Jerzy Lewandowski, Wędrówki nie dokonane (1970, 48 ss.)
- Olsztynek - miasto i okolice (1970, 183 ss.)
- Tadeusz Willan, Szukanie obrazu (1970)
- Edmund Wojnowski, Warmia i Mazury w latach 1945-1947 (1970)

1971:
- Gustaw Leyding, Henryk Panas, Szczytno. Ziemia i miasto (1971, 164 ss.)
- Benon Polakowski, Świat roślinny Warmii i Mazur (1971, 248 ss.)
- Stefan Połom, W cieniu sierpnia (1971, 52 ss.)
- Henryk Syska, Mazurski generał (139 ss.)
- Leonard Turkowski, Ziemia i niebo (1971, 332 ss.)
- Andrzej Wakar, Olsztyn 1353-1945 (1971)

1972:
- Władysław Gębik, O Michale Lengowskim pisarzu warmińskim w setną rocznicę urodzin (1972, 67 ss.)
- Juliusz Grodziński, Adasiu ja cię wyratuję (1972)
- Jan Huszcza, Podróż sentymentalna (1972, 104 ss.)
- Iława. Z dziejów miasta i powiatu (1972, 472 ss.)
- Komentarze fromborskie. Zeszyt IV (1972, 209 ss.)
- Tadeusz Ostaszewski, Kuźnia szatana (1972, 184 ss.) ISBN 83-7002-314-2
- Józef Jacek Rojek, Trawy nieznane (1972, 80 ss.)
- Jerzy Sikorski, Tadeusz Piaskowski, Frombork (1972, 289 ss.)
- Jerzy Skibiński, Starostwa dziedziczne Prus Książęcych w XVII i XVIII wieku (1972)
- Ernst Wiechert, Dzieci Jerominów (1972, 753 ss.)
- Jan Burakowski, Edward Matuszewski, Sabina Siemaszko, Tamara Wajsbrot, Współcześni pisarze województwa olsztyńskiego (1972, 186 ss.), seria: Biblioteka Olsztyńska nr 6

1973:
- Jan Dantyszek, Pieśni, tłum. Anna Kamieńska (1973, 156 ss.)[3]
- Zofia Dudzińska, Przewodnik po miejscach pamięci narodowej Warmii i Mazur (1973, 97 ss.)
- Ludwik Mostowski, Skazany dwa razy na śmierć (1973, 88 ss.)
- Jerzy Jantar, Wilcze legowisko. Tajemnice kwatery Hitlera (wyd. 3, 1973, 212 ss.)
- Maryna Okęcka-Bromkowa, Sekretarzyk babuni (1973, 228 ss.)
- Ernst Wiechert, Dzieci Jerominów, 2 tomy; tłumaczenie Tadeusz Ostojski t. 1, Jerzy Ptaszyński t. 2 (1973, 732 ss.)
- Współczesne przemiany wsi olsztyńskiej. Materiały seminariów w latach 1970-1971, Ośrodek Badań Naukowych im. W. Kętrzyńskiego w Olsztynie (1973, 240 ss.)

1974:
- Czesław Grudniewski, Przewodnik wędkarski po jeziorach olsztyńskich (1974, 411 ss.)
- Jan Huszcza, Matylda (1974, 230 ss.)
- Stanisław Murzynowski, Historyja żałosna a straszliwa o Franciszku Spierze oraz ortografija polska (1974, 178 ss.)
- Zbigniew Nienacki, Nowe przygody Pana Samochodzika (1974, 296 ss.)
- Tadeusz Ostaszewski, Cygaro marki prima (1974)
- Witold Piechocki, Mennica pod strzechą (1974, 60 ss.)
- Jerzy Putrament, Puszcza (1974, 296 ss.)

1975:
- Hanna Muszyńska-Hoffmannowa, Amazonki konfederacji barskiej (1975, 317 ss.)
- Zygmunt Sztaba, Nie pij dżinu bosmanie (1975, 190 ss.)

1976:
- Juliusz Grodziński, Przyczepieni do holu (1976, 184 ss.)
- Otylia Grot, Gdy zabrakło miłości (1976, 284 ss.)
- Krzysztof Kąkolewski, W złą godzinę (1976, 263 ss.)
- Irena Kwintowa, Pierścień orlicy, ilustracje Maria Szymańska (1976, 99 ss.)
- Stanisław Młodożeniec, Grunwald (1976, 39 ss.)
- Zbigniew Nienacki, Nowe przygody Pana Samochodzika wyd. II (1976)
- Ostróda. Z dziejów miasta i okolic (1976, 448 ss.)
- Tadeusz Ostaszewski, Mgła (1976, 192 ss.)
- Hermann Sudermann, Jons i Erdme i inne opowieści (1976, 263 ss.)
- Maria Zientara-Malewska, O nie ballada, to prawda! (1976, 143 ss.)

1977:
- Stanisław Bielikowicz, Wincuk gada (1977, 215 ss.)
- Jan Boehm, Feliks Nowowiejski 1877-1946. Zarys biograficzny wyd. II, seria: Biografie (wyd. II, 1977, 160 ss.)
- Jan Chłosta, Wydawnictwo „Gazety Olsztyńskiej” w latach 1918-1939, Ośrodek Badań Naukowych im. Wojciecha Kętrzyńskiego w Olsztynie, Wydawnictwo Pojezierze (1977, 191 ss.)
- Czesław Czerniawski, Ballada o człowieku spokojnym (1977, 151 ss.)
- Jerzy Jantar, Wilcze legowisko. Tajemnice Kwatery Hitlera (1977, 170 ss.)
- Wojciech Kętrzyński, Szkice, Seria: Literatura Warmii i Mazur w Dawnych Wiekach (1977, 234 ss.)
- Mądrzejszy Mazur niż diabeł. Zbiór przysłów i wyrażeń przysłowiowych polskich z terenu Warmii i Mazur, oprac. Tadeusz Oracki, seria: Literatura Warmii i Mazur w Dawnych Wiekach (1977, 146 ss.)
- Zbigniew Nienacki, Pan Samochodzik i Niewidzialni (1977, 321 ss.)
- Tadeusz Ostaszewski, Śmierć prokuratora Kanta(1977, 184 ss.)
- Jerzy Putrament, Hiszpańska szkoła jazdy (1977, 209 ss.)
- Maria Szypowska, Powrót Julii (1977, 167 ss.)
- Ernst Wiechert, Pani majorowa, tłum. Edward Martuszewski (1977, 174 ss.)

1978:
- Aldona Borowicz, Monolog przed północą (1978, 64 ss.)
- Julisz Grodziński, Tajemniczy łowca szczurów (1978, 264 ss.)
- Wiesław Kazanecki, Cały czas w orszaku (1978, 102 ss.)
- Kętrzyn. Z dziejów miasta i okolic (1978)
- Włodzimierz Korsak, Na tropach przyrody (1978, 162 ss.)
- Danuta Łaniec, Województwo olsztyńskie w latach 1945-1948 (148 ss.)
- Stafan Maciejewski, Szlachetni pasjonaci (1978, 372 ss.)
- Zbigniew Nienacki, Pan Samochodzik i Winnetou wyd. 2 (1978, 345 ss.)
- Teofil Ruczyński, Wiesław Wojczulanis, Biała Pani na Zamku Lubawskim (1978, 70 ss.)
- Jerzy Sikorski, Monarchia polska i Warmia u schyłku XV wieku (200 ss.)
- Hermann Sudermann, Jons i Erdme i inne opowieści, tłum. Tadeusz Willan (1978)

1979:
- Aleksander Brückner, Starożytna Litwa. Ludy i bogi. Szkice historyczne i mitologiczne, opracował i wstępem poprzedził Jan Jaskanis (1979, 248 ss.)
- Alicja Bykowska-Salczyńska, W przerwie pomiędzy światem a zabawką (1979, 48 ss.)
- Sokrat Janowicz, Ściana (1979, 256 ss.)
- Tadeusz Ostaszewski, Tragiczny chrzest (1979, 168 ss.)
- Antoni Seroka, 32 dni obrony Helu (1979, 181 ss.)
- Anna Strońska, Podróż na kresy (1979, 274 ss.)
- Leonard Turkowski, Księga mojego domu (1979, 386 ss.)
- Alojzy Twardecki, Szkoła janczarów. Listy do niemieckiego przyjaciela, tłum. Zbigniew Kowalski (1979, 212 ss.) ISBN 83-7002-005-4
- Warmińska rzeźba ludowa, oprac. Danuta Góralowa (1979, 188 ss.)
- Tadeusz Willan, Droga przez morze (1979)
- Zdzisław Wróbel, Złoty ptak (1979, 162 ss.)
- Zenon Złakowski, Podróż udziwniona (1979)

1980:
- Mieczysław Dąbrowski, Olsztyńskie wspomnienia muzyczne z lat 1945-1948 (1980, 151 ss.)
- Jan Antoni Grabowski, Kochany zwierzyniec (1980, 118 ss.)
- Stanisław Hozjusz, Poezje (1980) seria: Literatura Warmii i Mazur w Dawnych Wiekach ISBN 83-7002-0348
- Ryszard Juszkiewicz, Gmina Szczepkowo Borowe (Janowiec Kościelny) w latach 1939–1945 (1980)
- Bohdan Koziełło-Poklewski, Wojciech Wrzesiński, Szkolnictwo polskie na Warmii, Mazurach i Powiślu w latach 1919-1939 (1980, 268 ss.)
- Piotr Müldner-Nieckowski, Czapki i niewidki (1980, 260 ss.)
- Zbigniew Nienacki, Pan Samochodzik i templariusze, ilustr. Szymon Kobyliński (1980) seria: Pan Samochodzik i ... tom 2
- Zbigniew Nienacki, Wyspa Złoczyńców, ilustr. Szymon Kobyliński (1980, 287 ss.) seria: Pan Samochodzik i ... tom 1
- Henryk Panas, Rozstania (1980, 174 ss.)
- Stanisław Piechocki, Przedostatni przystanek (1980, 200 ss.) ISBN 83-7002-0046
- Wojciech Roszewski, Nasienie jemioły (1980, 249 ss.)
- Andrzej Skrobacki, Album lekarzy-pionierów Okręgu Mazurskiego 1945-1946. Materiały biograficzne (1980, 167 ss.)
- Mieczysław Sobotko, Między Turią a Bugiem (1980, 181 ss.)
- Społeczności lokalne i ich przemiany. Materiały z seminarium 10-13 marca 1978, Ośrodek Badań Naukowych im. Wojciecha Kętrzyńskiego w Olsztynie (1980, 276 ss.)
- Edward Stachura, Piosenki, wyd. 3 (1980, 64 ss.)
- Małgorzata Szejnert, I niespokojnie, tu i tam (1980, 228 ss.) ISBN 83-7002-011-9

1981:
- Antoni Bolesław Fac, Rzeźnia Maksa Heroda (1981, 252 ss.) ISBN 83-7002-060-7
- Jan Antoni Grabowski, Finek (1981, 103 ss.) ISBN 83-7002-0488
- Ryszard Kraśko, Czwarta twarz Światowita (1981, 225 ss.) ISBN 83-7002-0550
- Ryszard Kraśko, Zasłona dymna (1981, 326 ss.)
- Adolf Momot, Zabieg (1981, 216 ss.) ISBN 83-7002-067-4
- Zbigniew Nienacki, Księga strachów, ilustr. Szymon Kobyliński (1981, 276 ss.) seria: Pan Samochodzik i ... tom 3
- Zbigniew Nienacki, Niesamowity dwór, ilustr. Szymon Kobyliński (1981, 274 ss.) seria: Pan Samochodzik i ... tom 4
- Adam Uziembło, Walka o Mazury, (1981, 106 ss.)
- Tadeusz Willan, ...by światło, które jest w tobie nie stało się ciemnością (1981, 220 ss.)

1982:
- Ryszard Binkowski, Korkociąg (1982, 188 ss.)
- Siemon Bukczyn, Echo pod Białymstokiem (1982, 185 ss.)
- Krystyn Donelajtis, Pory roku Metai (1982, 208 ss.)
- Bohdan Dzitko, Dwa pierwsze dni roku i ranek trzeciego dnia (1982, 266 ss.)
- Jerzy Ignaciuk, Sceny wielkiego głodu (108 ss.) ISBN 83-7002-075-5
- Henryk Jakubiec, Leśne pastwiska, (1982, 85 ss.)
- Edward Kajdański, Fort Grochowski (1982, 320 ss.) ISBN 83-7002-1174
- Michał Kajka, Z duchowej mej niwy, seria: „Literatura Warmii i Mazur w Dawnych Wiekach” (1982, 283 ss.)
- Piotr Karkoszka, Zielona Rzeka (1982, 112 ss.)
- Wiesław Kazaniecki, Stwórca i kat (1982, 140 ss.)
- Marcin Kromer, Mowa na pogrzebie Zygmunta I oraz o pochodzeniu i dziejach Polaków księgi XXIX i XXX (1982, 224)
- Barbara Michniewska-Szczepkowska, Wpływ miasta Olsztyna na jego zaplecze wiejskie. Kształtowanie się strefy żywicielskiej (1982, 164 ss.)
- Hanna Muszyńska-Hoffmannowa, Saga rodu Chętników (1982, 261 ss.) ISBN 83-7002-0801
- Zbigniew Nienacki, Nowe przygody Pana Samochodzika, ilustr. Szymon Kobyliński (1982, 300 ss.) seria: Pan Samochodzik i ... tom 5
- Zbigniew Nienacki, Pan Samochodzik i Fantomas, ilustr. Szymon Kobyliński (1982, 319 ss.) seria: Pan Samochodzik i ... tom 6
- Władysław Ogrodziński, Ulica zwana Bystrą (1982)
- Jerzy Lesław Ordan, Jeszcze jedno lato (1982, 183 ss.)
- Stefan Połom, Wzgórze jasnowłosej (1982, 195 ss.)
- Fryderyk Eberhard von Rochow, Przyjaciel dzieci, tłum. Jerzy Olech, seria: „Literatura Warmii i Mazur w Dawnych Wiekach” (1982, 354 ss.)
- Kazimierz Schilling, Maria Pańków, Przewodnik astronomiczny po Polsce (1982, 127 ss.) ISBN 83-7002-064-X
- Jerzy Adam Sokołowski, Szept gorącego (1982, 67 ss.)
- Tadeusz Swat, Polska pieśń patriotyczna na Warmii w latach 1772-1939, Ośrodek Badań Naukowych im. Wojciecha Kętrzyńskiego w Olsztynie (1982, 191 ss.)
- Aniela Sztorchan, Dziewczęta (1982, 228 ss.)
- Zbigniew Świerczyński, Wspomnienia adiutanta pułku Wola-Ochota (1982, 114 ss.) ISBN 83-7002-114-X
- Andrzej Wakar, Przebudzenie narodowe Warmii 1886-1893 (1982, 181 ss.)
- Zenon Złakowski, Nim skończy się dzień (1982)

1983:
- Marian Biskup, Polska a zakon krzyżacki w Prusach w początkach XVI wieku. U źródeł sekularyzacji Prus Krzyżackich (1982, 646 ss.) ISBN 83-7002-156-5
- Przemysław Bystrzycki, Kamienne lwy (1983, 197 ss.)
- Paul Cazin, Książę Biskup Warmiński Ignacy Krasicki 1735-1801, tłum. Michał Mroziński (1983, 468 ss.) ISBN 83-7002-1123
- Adam Chętnik, Instrumenty muzyczne na Kurpiach i Mazurach (1983, 171 ss.)
- Władysław Chojnacki, Szkice z dziejów polskiej kultury na Mazurach i Warmii (1983, 238 ss.)
- Janusz Jasiński, Świadomość narodowa na Warmii w XIX wieku. Narodziny i rozwój, Ośrodek Badań Naukowych im. Wojciecha Kętrzyńskiego w Olsztynie (1983, 462 ss.)
- Anna Klubówna, Cztery panie Jagiełłowe (1983, 370 ss.)
- Jerzy Jan Kolendo, Adax z układu Adhary (1983, 194 ss.)
- Jerzy Korkozowicz, Wycieczka na Łomnicę (1983, 188 ss.)
- Stanisław Kosicki, Dzikusy (300 ss.)
- Marcin Kromer, Historia prawdziwa o przygodzie żałosnej książęcia finlandzkiego Jana i królewny polskiej Katarzyny, oprac. Janusz Małłek, wyd. II (1983, 118 ss.) ISBN 83-7002-118-2
- Zbigniew Nienacki, Pan Samochodzik i tajemnica tajemnic, ilustr. Szymon Kobyliński (1983, 315 ss.) seria: Pan Samochodzik i ... tom 8
- Zbigniew Nienacki, Pan Samochodzik i zagadki Fromborka, ilustr. Szymon Kobyliński (1983, 279 ss.) seria: Pan Samochodzik i ... tom 7
- Zbigniew Nienacki, Raz w roku w Skiroławkach(2 tomy, 1983)
- Henryk Panas, Brat leśnego diabła (1983, 232 ss.) ISBN 83-7002-168-9
- Stanisław Piechocki, Tekturowe czołgi (1983, 207 ss.)
- Zbigniew Roniarski, Bez wiz i dewiz (1983, 250 ss.)
- Józef Rybiński, Słońce na miedzy (1983, 324 ss.)
- Aleksander Rymkiewicz, Leśna nić Ariadny (1983, 110 ss.)
- Dionizy Sidorski, Może przebaczą nam duchy (1983, 249 ss.)
- Gerard Skok, Zagłada pruskiej fortecy (1983, 251 ss.)
- Leonard Turkowski, Księga Warmii i Mazur (1983, 317 ss.)
- Leonard Turkowski, Na początku było jezioro (1983, 254 ss.)
- Ernst Wiechert, Baśnie (1983, 185 ss.) ISBN 83-7002-123-9

1984:
- Walenty Barczewski, Kiermasy na Warmii i inne pisma wybrane (1984, 213 ss.)
- Teresa Borawska, Tiedemann Giese 1480–1550 (1984, 450 ss.) ISBN 83-7002-167-0
- Jan Grabowski, Puch kot nad koty (1984, 119 ss.)
- Wojciech Kętrzyński, Szkice, oprac. Andrzej Wakar seria: „Literatura Warmii i Mazur w Dawnych Wiekach” (1984, 236 ss.)
- Marcin Kromer, Polska czyli o położeniu, ludności, obyczajach, urzędach i sprawach publicznych Królestwa Polskiego księgi dwie, tłum. Stefan Kazikowski, wstęp i opracowanie Roman Marchwiński, wyd. II, seria: „Literatura Warmii i Mazur w Dawnych Wiekach” (1984, 260 ss.)
- Zbigniew Nienacki, Pan Samochodzik i Winnetou, ilustr. Szymon Kobyliński (1984, 362 ss.) seria Pan Samochodzik i ... tom 9
- Zbigniew Nienacki, Raz w roku w Skiroławkach (2 tomy, 1984, 350 ss., 370 ss.)
- Klemens Oleksik, Czarownica znad Bełdan (1984, 137 ss.)
- Klemens Oleksik, Krzyk jałowca (1984, 227 ss.)
- Klemens Oleksik, Pył tamtych dróg (1984, 79 ss.)
- Jan Panfil, Ssaki Pojezierza Mazurskiego (1984, 80 ss.)
- Stefan Połom, Rok bez nieba (1984, 68 ss.)
- Słownik biograficzny Warmii, Prus Książęcych i Ziemi Malborskiej od połowy XV do końca XVIII wieku: Tom 1 A-K, red. Tadeusz Oracki (1984, 168 ss.)
- Jerzy Adam Sokołowski, Początek długiego snu, wyd. II (1984, 168 ss.)
- Aniela Szturchan, Dziewczęta (1984, 232 ss.)
- Leonard Turkowski, Narodziny generała (1984, 286 ss.)
- Ernst Wiechert, Lasy i ludzie. Młodość, tłum. Tadeusz Ostojski (1984, 193 ss.) ISBN 83-7002-192-1

1985:
- Tomasz Bielawski, Myśliwiec wyd. 2 (1985, 106 ss.)
- Czesław Kuriata, Spowiedź pamięci. Próba światła. Opowiadania (1985, 260 ss.)
- Irena Kwintowa, Dar królowej róż (1985, 96 ss.)
- Irena Kwintowa, Uśmiechnij się bajko (1985, 107 ss.)
- Tadeusz Ostaszewski, Gdzie jest Małgorzata Doll? (1985, 207 ss.) ISBN 83-7002-241-3
- Henryk Panas, Judasza dziennik intymny (1985, 294 ss.) ISBN 83-7002-2014
- Henryk Panas, Zagubieni w lesie, wyd. II (1985, 230 ss.)
- Jan Purzycki, Wielki Szu  (1985, 239 ss.) ISBN 83-7002-206-5
- Igor Sikirycki, W cieniu mazurskiej sosny, seria: Warmia i Mazury w Poezji i Grafice (1985, 71 ss.) ISBN 83-7002-043-7
- Jerzy Sikorski, Prywatne życie Mikołaja Kopernika (1985, 316 ss.) ISBN 83-7002-200-6
- Zygmunt Sztaba, Milion za milion (1985, 221 ss.)
- Wincenta Zawadzka, Kucharka litewska (1985, 380 ss.)
- Zwierza gwiazda. Antologia opowiadań o Warmii i Mazurach, wybór, wstęp i posłowie Andrzej Staniszewski (1985, 448 ss.)

1986:
- Siemion Bukczyn, Zamach na cara. Opowieść dokumentalna, tłum. Mieczysław Jackiewicz (1986, 274 ss.) ISBN 83-7002-188-3
- Lucjan Czubiel, Zamki Warmii i Mazur (1986, 204 ss.)
- Bohdan Dzitko, Tutejsza (1986, 226 ss.)
- Karol Górski, Studia i szkice z dziejów państwa krzyżackiego (1986, 222 ss.) ISBN 83-7002-229-4
- Jan Antoni Grabowski, Skrzydlate bractwo (1986, 91 ss.)
- Józef Kazimierz Hendzel, Słownik polskiego języka miganego (1986, 367 ss.)
- Franciszek Lieder, Warmia moich młodych lat, szkic historyczny i opracowanie Janusz Jasiński (1986, 129 ss.)
- Oskar Miłosz, Baśnie i legendy litewskie (1986, 206 ss.)
- Stanisław Murzynowski, Historyja żałosna a straszliwa o Franciszku Spierze oraz ortografija polska (1986, 174 ss.)
- Zbigniew Nienacki, Pan Samochodzik i człowiek z UFO, ilustr. Szymon Kobyliński (1986, 324 ss.) seria: Pan Samochodzik i ... tom 12
- Zbigniew Nienacki, Pan Samochodzik i Niewidzialni, wyd. II, ilustr. Szymon Kobyliński (1986, 336 ss.), seria: Pan Samochodzik i ... tom 10
- Zbigniew Nienacki, Pan Samochodzik i złota rękawica wyd. III, ilustr. Szymon Kobyliński (1986, 325 ss.), seria: Pan Samochodzik i ... tom 11
- Jerzy Ochmański, Dawna Litwa (1986, 221 ss.)
- Władysław Ogrodziński, Po Święcie Rozesłania (1986, 240 ss.)
- Witold Piechocki, Dziewczyna z kosmosu (1986, 221 ss.)
- Józef Jacek Rojek, Baśń o Kłobuku psotniku (1986, 56 ss.)
- Aleksander Rymkiewicz, Podróż do krainy szczęśliwości (1986, 141 ss.) ISBN 83-7002-228-6
- Vytautas Sirijos-Gira, Mahoniowy raj, tłum. Mieczysław Jackiewicz (1986, 339 ss.)
- Andrzej Skrobacki, Nie uzbrojonym okiem lekarza... (1986, 138 ss.)
- Tadeusz Stępowski, Czterej synowie Raka (1986, 160 ss.) ISBN 83-7002-227-8
- Henryk Syska, Na polskich rozłogach (1986, 322 ss.)
- Zygmunt Sztaba, Co czwartek ginie człowiek (1986, 254 ss.) ISBN 83-7002-223-5
- Andrzej Wakar, Baławany chwaląc bez zakonu żył. Szkice i portrety (1986) ISBN 83-7002-244-8
- Andrzej Wakar, Wojciech Wrzesiński, „Gazeta Olsztyńska” 1886–1939 (1986, 516 ss.)
- Eugeniusz Zdanowicz, Lato Hamleta (1986, 88 ss.)

1987:
- Henryk Barycz, Między Krakowem a Warmią i Mazurami (1987, 342 ss.)
- Stanisław Bielikowicz, Fanaberii ciotki Onufrowej. Gawędy Wincuka Dyrwana (1987, 202 ss.) ISBN 83-7002-1905
- Jan Dantyszek, Pieśni, seria: Literatura Warmii i Mazur w Dawnych Wiekach (1987, 144 ss.) ISBN 83-7002-245-6
- Bohdan Dzitko, Gra czyli melodramat mieszczański (1987, 264 ss.) ISBN 83-7002-2626
- Konstanty Ildefons Gałczyński, Kronika olsztyńska (1987)
- Irena Kwintowa, Pierścień orlicy (1987, 93 ss.)
- Bohdan Łukaszewicz, Olsztyn 1945-1985. Zapis czterdziestolecia (1987, 511 ss.)
- Janusz Małłek, Dwie części Prus (220 ss.)
- Tadeusz Matulewicz, Skąd ta pieśń (1987, 204 ss.) ISBN 83-7002-279-0
- Zbigniew Nienacki, Pan Samochodzik i człowiek z UFO, ilustr. Szymon Kobyliński (1987, 324 ss.) seria: Pan Samochodzik i ... tom 12 ISBN 83-7002-322-3
- Zbigniew Nienacki, Raz w roku w Skiroławkach (2 tomy, 1987, 242 ss., 252 ss.)
- Gerard Skok, Zagłada pruskiej fortecy (1987)
- Małgorzata Stolzman, Nigdy do ciebie miasto (1987, 277 ss.)

1988:
- Juliusz Grodziński, Biała karawana, wyd. 2 (1988, 238 ss.) ISBN 83-7002-199-9
- Wojciech Kętrzyński, O Mazurach seria: „Literatura Warmii i Mazur w Dawnych Wiekach” (wyd. II, 1988, 111 ss.) ISBN 83-7002-291-X
- Andrzej Klein, Andrzej Nadolski, Andrzej Nowakowski, Album grunwaldzki (1988, 52 ss.)
- Jerzy Jan Kolendo, Przed nami Kasjopeja (1988, 264 ss.) ISBN 83-7002-267-7
- Jerzy Korkozowicz, Od Paska do Przybyszewskiej. Wszystkie myśli pozajmowane (1988, 262 ss.) ISBN 83-7002-259-6
- Królowa jezior. Baśnie i legendy z Warmii i Mazur (1988, 63 ss.)
- Stanisław Leszczyński, Opis ucieczki z Gdańska do Kwidzyna (1988, 141 ss.)
- Cezary Leżeński, Bartek, Tatarzy i motorynka (1988, 198 ss.) ISBN 83-7002-339-8
- Bohdan Łukaszewicz, Olsztyn 1945-1985. Zapis czterdziestolecia (511 ss.)
- Zbigniew Nienacki, Raz w roku w Skiroławkach (2 tomy, 1988)
- Zbigniew Nienacki, Uwodziciel (1988, 244 ss.)
- Tadeusz Ostaszewski, Jak kot (1988, 304 ss.)
- Henryk Panas, Opowiadania wybrane (1988, 323 ss.)
- Rościsław Sambuk, Laleczki madame Blutteaum (1988, 250 ss.)
- Mieczysław Sobotko, Między Turią a Bugiem (1988)
- Hermann Sudermann, Jons i Erdme i inne opowieści, tłum. Tadeusz Willan (1988, 340 ss.) ISBN 83-7002-305-3
- Zygmunt Sztaba, Nas troje i reszta, (1988, 188 ss.)
- Ernst Wiechert, Las umarłych, tłum. Edward Martuszewski (1988, 172 ss.) ISBN 83-7002-238-3
- Maria Zientara-Malewska, Wieś nad łąkami Brąswałd (1988, 235 ss.)
- Zenon Złakowski, Głodni łask (1988)

1989:
- Ewa Gorzelany, Dzianina na różne okazje (1989, 72 ss.)
- Czesław Miłosz, Mowa wiązana (1989, 278 ss.)
- Marcin Murinius, Kronika mistrzów pruskich, seria: Literatura Warmii i Mazur w Dawnych Wiekach (1989, 374 ss.) ISBN 83-7002-290-1
- Zbigniew Nienacki, Pan Samochodzik i templariusze (1990, 256 ss.)
- Ignacy Pietraszewski, Uroki orientu (1989, 281 ss.)
- Anna Sułowska, Tańcz z nami (wyd 2, 1989, 90 ss.)
- Krzysztof Szatrawski, Poniżej snu (1989, 84 ss.) ISBN 83-7002-308-8
- Alojzy Śliwa, Spacerki po Olsztynie (1989, 105 ss.) ISBN 83-7002-341-X

1990:
- Jerzy Ignaciuk, Podziemne sprawki Gacoperka (1990, 104 ss.) ISBN 83-7002-415-7
- Czesław Miłosz, Zdobycie władzy (1990)
- Božena Němcová, Baśnie czeskich dzieci (1990)
- Zbigniew Nienacki, Pan Samochodzik i Fantomas (1990)
- Zbigniew Nienacki, Pan Samochodzik i zagadki Fromborka (1990)
- Zbigniew Nienacki, Raz w roku w Skiroławkach (1990, 496 ss.) ISBN 83-7002-416-5
- Grażyna Strumiłło-Miłosz z Wandą Strumiłłową, Znad Świtezi w głąb tajgi. Rozmowy z moją matką (1990, 112 ss.), ISBN 83-70-02389-4.
- Małgorzata Szostakowska, Konsulaty polskie w Prusach Wschodnich w latach 1920-1939 (1990, 270 ss.)
- Wiecznie zielony klon. Antologia opowiadań litewskich (1990, 372 ss.)

1991:
- H.H. Kirst, Pan Bóg śpi na Mazurach (1991, 292 ss.)
- Ludwik Kolankowski, Polska Jagiellonów (1991, 305 ss.)
- Ireneusz St. Bruski, Przybywam do was (1991, 80 ss.) ISBN 83-7002-436-X
- Edmund Niziurski, Nieziemskie przypadki Bubla i spółki (1991, 296 ss.) ISBN 83-7002-4246[4]

1992:
- Józef Kazimierz Hendzel, Słownik polskiego języka migowego (1992, 367 ss.)